# Pello Otxandiano

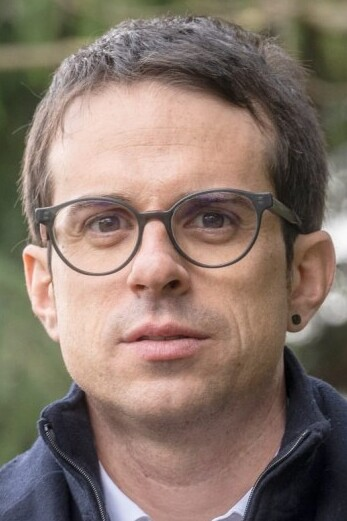
Pello Otxandiano (2024)

Pello Otxandiano Kanpo (* 20. August 1983 in Otxandio) ist ein spanischer Politiker. Er ist der Kandidat von EH Bildu für das Amt des Lehendakari der baskischen Regionalregierung bei den Wahlen zum baskischen Parlament im April 2024.

## Biographie
Otxandiano wuchs in einem Elternhaus auf, das stark in der baskischen Unabhängigkeitsbewegung engagiert war. Er besuchte die öffentliche in Ochandiano und in Iurreta, wo er sein Bachillerato machte. Anschließend studierte er Telekommunikationstechnik an der Universidad de Mondragón. Dort wurde er 2012 mit einer Dissertation über Factor Graph Based Detection Schemes for Mobile Terrestrial DVB Systems with Long OFDM Blocks, die Verfahren zum Digital Video Broadcasting über Mobilfunknetze unter schwierigen äußeren Bedingungen untersucht. promoviert. Während seines Doktorats verbrachte er ein Jahr an der Technischen Universität Chalmers in Göteborg in der Gruppe von Henk Wymeersch.
Seine politische Tätigkeit begann Otxandiano im Jahr 2011, als er zum Ratsmitglied im Stadtrat von Ochandiano gewählt wurde. Er trat für das in diesem Jahr neu gebildete Parteienbündnis EH Bildu an und ist Mitglied von Sortu, der im Bündnis maßgeblichen Partei.
2015 wurde er mit Zuständigkeit für Programmatik in den Vorstand von EH Bildu gewählt. Er gilt ans Protegé und Vertrauter Arnaldo Otegis,  des Koordinators von Bildu.
Im Jahr 2023 schlug das Präsidium von EH Bildu Otxandiano als Kandidaten für das Amt des baskischen Ministerpräsidenten bei den Wahlen zum baskischen Parlament im April 2024 vor. Er ist Spitzenkandidat der Formation in der Provinz Álava.
Im Wahlkampf erregte er mit einem Interview spanienweit Aufsehen, in dem er es vermied, die seit 2018 aufgelöste ETA als terroristisch zu bezeichnen. Wenig später entschuldigte er sich, falls er damit die Gefühle der Opfer der ETA verletzt habe.
Bei den Wahlen mit Otxandiano als Spitzenkandidat erreichte das Bündnis EH Bildu sein bisher bestes Ergebnis (32,5 %; +4,6 %) und zog mit nun 27 Parlamentssitzen (+6) mit dem bisher führenden PNV gleich. Otxandiano wurde zum Vorsitzenden der Fraktion von EH Bildu gewählt. Er stellte sich am 20. Juni im baskischen Regionalparlament zur Wahl zum Lehendakari. Gewählt wurde aber Imanol Pradales, der Kandidat der Koalition von PNV und PSOE.